# Сборная Клэра по гэльским играм
Сборная Клэра по гэльским играм, как орган управления — Клэрский совет Гэльской атлетической ассоциации или Совет графства Клэр при Гэльской атлетической ассоциации (англ. Clare County Board of the Gaelic Athletic Association / Clare GAA, ирл. Cumann Lúthchleas Gael Coiste Contae an Chláir / CLG Coiste Contae an Chláir), транслитерированное название Клэр ГАА — команда графства Клэр, выступающая в соревнованиях Гэльской атлетической ассоциации. Относится к числу 32 команд графств острова Ирландия, заведует развитием гэльских игр в графстве Клэр как на уровне отдельных команд, так и всего графства.
Наиболее известна команда графства по хёрлингу, которая выиграла шесть чемпионатов Манстера (последний в 1998 году) и четыре всеирландских чемпионата (первый в 1914 году, второй в 1995 году — рекордная пауза между двумя чемпионствами по хёрлингу на острове). Ещё два титула были взяты в 1997 и 2013 годах. В настоящее время команда по хёрлингу играет в 1-м дивизионе Национальной лиги хёрлинга.

## Стадион
Главным стадионом сборной Клэра является «Касак Парк» (англ. Cusack Park, ирл. Páirc Uí Chíosóg), на котором проводятся соревнования по хёрлингу, гэльскому футболу, камоги и женскому гэльскому футболу. Стадион получил имя в честь основателя Гэльской атлетической ассоциации Майкла Касака. Изначально вместимость этого стадиона составляла 28 тысяч мест, однако в 2011 году число мест сократилось до 14864 по соображениям безопасности. Над местами за воротами и вдоль одной из боковых линий поля установлены крыши.
В 2006 году ходили слухи о возможности сноса стадиона и строительства новой арены на 42 тысячи мест: планировалось буквально продать стадион какой-то из компаний, однако в 2009 году ирландскую экономику поджидал кризис, что привело к свёртыванию этой программы. С 2009 по 2012 годы руководство Клэрского совета Гэльской атлетической ассоциации выделило около 500 тысяч евро на обновление стадиона: установку заграждений вокруг поля и уход за газоном. Очередное обновление стадиона началось в 2015 году: была с нуля отстроена главная трибуна, открыты новые выходы на стадион с северной стороны. В конце 2017 года стадион был готов: его вместимость в новом сезоне составляла уже 19 тысяч человек. 17 июня 2018 года на новом стадионе впервые перед матчем были проданы абсолютно все билеты (перед игрой по хёрлингу против Лимерика). В настоящее время здесь проводятся игры плей-офф чемпионатов Клэра по гэльскому футболу и хёрлингу.

## Хёрлинг

### История сборной

#### Ранние успехи (1889—1932)
Клэрский совет Гэльской атлетической ситуации был образован в 1887 году. В 1889 году у Клэр появился первый титул чемпионов Манстера: в финале от борьбы отказалась команда Керри. Клэр вышел во всеирландский финал, однако проиграл Дублину со счётом 1-6 — 5-1. В 1914 году Клэр выиграл второй титул чемпионов Манстера, победив Корк со счётом 3-2 — 3-1. В полуфинале всеирландского чемпионата Клэр нанёс сухое поражение Голуэю со счётом 6-6 — 0-0, а в финале обыграл Лиишь со счётом 2-4 — 1-2. Первым капитаном-всеирландским чемпионом сборной Клэра стал Эмби Пауэр. В 1932 году Клэр снова победил в чемпионате Манстера, выиграв в финале у Корка со счётом 5-2 — 4-1, но во всеирландском чемпионате проиграл команде Килкенни со счётом 2-3 — 3-3.

#### Эпоха Джера Лахнейна (1995—2000)
На протяжении более чем полувека с момента последнего чемпионства Клэр терпел неудачу за неудачей. После поражений в финалах чемпионата Манстера 1993 и 1994 годов был уволен Лен Гэйнор, и его место занял Джер Лахнейн. В 1995 году Клэр совершил мощный камбэк в хёрлинге: сначала в полуфинале против Корка при счёте 2-13 — 2-09 в пользу Корка клэрцы заработали аут. Ферги Туохи ввёл мяч из аута, и с линии вратарской Олли Бэйкер поразил ворота, забив трёхочковый гол и выведя Клэр в финал. Затем была финальная игра против Лимерика, ход которой Клэр уверенно контролировал и выиграл 1-17 — 0-11, завоевав первый за 63 года титул чемпиона Манстера. Во Всеирландском полуфинале клэрцам достался Голуэй, с которым те легко разобрались, победив 2-1 — 0-7, а в финале их ждали игроки сборной Оффали. В финальном поединке во втором тайме после розыгрыша штрафного от капитана клэрцев Энтони Дэли мяч угодил в штангу и срикошетил на стоявшего на линии штрафной площадки Имона Тааффа, который вогнал мяч в сетку ворот. Этим трёхочковым голом он предрешил победу Клэр и принёс первый за 81 год титул всеирландских чемпионов в хёрлинге (победа 2-8 — 1-13).
В 1996 году, однако, Клэр быстро сложил полномочия всеирландских чемпионов и чемпионов Манстера, проиграв в первом же матче чемпионата Манстера Лимерику со счётом 0-15 — 1-13. Зато в 1997 году Клэр легко вышел в финал чемпионата Манстера, обыграв Керри и Корк: в финале их поджидал Типперэри, который клэрцы обыграли 1-18 — 0-18 в упорной борьбе. Во всеирландском полуфинале их ожидала команда Килкенни, которую Клэр обыграл 1-17 — 1-13, а в финале их поджидал Типперэри — на правах финалистов последние попали в четвертьфинал Всеирландского чемпионата и прошли с боем в финал. В конце матча счёт был 2-13 — 0-19 благодаря забитому типперэрийцами трёхочковому голу в ворота Клэра, однако клэрцы в конце матча благодаря попаданию между штанг (одноочковому голу) в исполнении Джеймси О’Коннора вырвали победу и стали трижды Всеирландскими чемпионами, а сам О’Коннор с 7 очками (7 попаданий между штанг) заполучил приз лучшего игрока в хёрлинг по итогам года.
В 1998 году Клэр отстоял титул чемпионов Манстера: в полуфинале был побеждён Корк со счётом 0-21 — 0-13, а в финале их поджидал Уотерфорд. В первом матче была зафиксирована ничья 1-16 — 3-10 (ничью спас гол в ворота, забитый Полом Флинном), а во втором матче Клэр выиграл 2-16 — 0-10 и вышел в полуфинал Всеирландского чемпионата против Оффали. Первая встреча полуфинала завершилась вничью 1-13 — 1-13. Во втором матче Клэр вёл 2-10 — 1-16, однако на стадионе начались беспорядки: недовольные болельщики Оффали стали выбегать на поле и садиться туда, из-за чего игру пришлось остановить ещё до истечения 70 минут. В итоге понадобился третий матч, в котором Клэр потерпел поражение 0-13 — 0-16.
Конец эры Джера Лахнейна наступил спустя два сезона: в 1999 году, пройдя Типперэри в полуфинале чемпионата Манстера, клэрцы проиграли Корку 0-14 — 1-15 и отправились в четвертьфинальный раунд, где попали на Голуэй и победили его в переигровке 3-18 — 2-14. В полуфинале, однако, их остановил Килкенни (1-13 — 2-14). Через год в полуфинале чемпионата Манстера против Типперэри клэрцы проиграли 1-14 — 2-19, и Лахнейн был уволен.

#### Эпоха Дэйви Фитцджеральда (2012—2016)
К 2012 году у команды сменилось пять тренеров, не принесших никаких успехов клубу: с 2008 года Клэр не побеждал ни в одном матче чемпионата Манстера и пребывал во втором ярусе Национальной лиги хёрлинга. Новым наставником стал Дэйви Фитцджеральд. Первым успешным шагом стала победа в дивизионе 1B Национальной лиги хёрлинга и выход в высший дивизион. В чемпионате Манстера Клэр проиграл Уотерфорду со счётом 1-18 — 2-17 и отправился в квалификацию против Дублина: в той игре дебютировал Тони Келли, который забил один гол в ворота и два над перекладиной и принёс победу Клэру со счётом 1-16 — 0-16. В следующем раунде квалификации Клэр проиграл Лимерику со счётом 1-20 — 3-18.
В 2013 году выступление Клэр в чемпионате Манстера началось с игры против Уотерфорда: по итогам первого тайма счёт был 0-8 — 1-9, а в итоге была одержана победа со счётом 2-20 — 1-15, первая для клэрцев с 2008 года. В полуфинале команда проиграла Корку 0-15 — 0-23 и отправилась в квалификацию, обыграв там Лиишь и Уэксфорд и пройдя в четвертьфинал Всеирландского чемпионата. Противником по четвертьфиналу стал Голуэй, который был повержен со счётом 1-23 — 2-14, а в полуфинале их поджидал действовавший Всеирландский чемпион в лице сборной Лимерика. Дарах Хонан, забив в начале игры гол в ворота Лимерика, позволил Клэру выиграть 1-22 — 0-18 и выйти в первый с 2002 года финал. 8 сентября 2002 года Клэр сошёлся в финале против Корка: к середине первого тайма Клэр вёл в счёте, однако Корк в втором тайме забил три гола в ворота и вернулся в игру. Сравняв счёт, коркцы после удара Патрика Хоргана повели в счёте, однако в компенсированное время ударом над перекладиной Домнал О’Донован сравнял счёт и сохранил ничью 0-25 — 3-16, дававшую право на переигровку. Переигровка состоялась 28 сентября: Шейн О’Доннелл забил по 3 гола в ворота и над перекладиной, а на 61-й минуте Конор Макграт поразил снова ворота и затем ещё три раза попал над перекладиной: после этого счёт стал 4-16 — 2-16. На последней минуте в ответ на трёхочковый гол Стивена Мойлана из сборной Корка клэрцы ответили попаданием Дараха Хонана и выиграли 5-16 — 3-16. Центральный нападающий сборной Клэра Тони Келли выиграл приз лучшего молодого игрока года и лучшего хёрлера года.
В 2014 году в полуфинале чемпионата Манстера Клэр проиграл Корку со счётом 2-18 — 2-23 и выбыл в первый раунд квалификации, попав на Уэксфорд. Первый матч завершился ничейным результатом 2-25 — 2-25, причём Клэр доигрывал матч в урезанном составе после удаления одного из своих игроков. В переигровке на стадионе «Уэксфорд Парк» Клэр остался опять в меньшинстве, но на поле в этот раз оставались не 14, а 13 игроков, и всё же довёл игру до овертайма, где проиграл со счётом 2-22 — 2-25. Однако даже не это стало ударом для клэрцев: из команды о своём уходе в гэльский футбол объявили три игрока клуба «Кратло»: братья Подж и Шон Коллинсы и Кэтал Макинерни. 2015 год для Клэра начался с ещё двух потерь в виде дисквалификации Дэйви О’Хэллорана и Никки О’Коннелла, продолжился четырьмя поражениями в пяти встречах Национальной лиги и уходом в дивизион 1B (после поражения от Килкенни 1-17 — 1-18) и поражением в первой же игре чемпионата Манстера против Лимерика 1-19 — 2-15. В квалификации команда прошла Оффали 3-26 — 0-15 в первом раунде, но во втором проиграла Корку со счётом 0-20 — 0-17.
В мае 2016 года Клэр впервые выиграл с сезона 1977/1978 Национальную лигу хёрлинга. В финале он сошёлся с командой Уотерфорда: первый поединок завершился вничью со счётом 0-22 — 0-22 даже после овертайма, а во втором клэрцы взяли верх со счётом 1-23 — 2-19.

#### Тренеры сборной по хёрлингу
Ниже приведён список тренеров сборной Клэра по хёрлингу, начиная с 1970 года.
| Имя                          | Клуб                 | Начало работы | Конец работы | Всеирландские победы | Манстерские победы | Побед в Лиге                         | Waterford Crystal / Манстерская лига | Статистика встреч (В-Н-П) |
| ---------------------------- | -------------------- | ------------- | ------------ | -------------------- | ------------------ | ------------------------------------ | ------------------------------------ | ------------------------- |
| Гарри Бохан                  | Фикл                 | 1970          | 1976         |                      |                    | 1971 (Дивизион 2)                    | -                                    | 2-1-7                     |
| Гарри Бохан Джастин Маккарти | Фикл Пассидж Уэст    | 1977          | 1980         |                      |                    | 1977, 1978 (Дивизион 1)              | -                                    | 4-1-4                     |
| Гарри Бохан                  | Фикл                 | 1981          | 1983         |                      |                    | 1981 (Дивизион 2)                    | -                                    | 2-0-3                     |
| Имонн Креган                 | Клохан               | 1984          | 1985         |                      |                    | 1985 (Дивизион 2)                    | -                                    | 1-1-2                     |
| Шеймус Дарак                 | Эйре Ог Инис         | 1986          | 1989         |                      |                    |                                      | -                                    | 3-1-4                     |
| Лен Гэйнор                   | Килруэйн Макдонахс   | 1990          | 1994         |                      |                    | 1990, 1994 (Дивизион 2)              | -                                    | 4-1-5                     |
| Джер Лахнейн                 | Фикл                 | 1995          | 2000         | 1995, 1997           | 1995, 1997, 1998   |                                      | -                                    | 14-4-6                    |
| Сайрил Лайонс                | Руан                 | 2001          | 2003         |                      |                    |                                      | -                                    | 5-0-5                     |
| Энтони Дэли                  | Клэркасл             | 2004          | 2006         |                      |                    |                                      | -                                    | 10-1-6                    |
| Тони Консайдин               | Кратло               | 2007          | 2007         |                      |                    |                                      |                                      | 3-0-2                     |
| Майк Макнамара               | Скарифф              | 2008          | 2009         |                      |                    |                                      | 2009                                 | 3-0-4                     |
| Джер О’Лафлин                | Клэркасл             | 2010          | 2011         |                      |                    |                                      |                                      | 0-0-4                     |
| Дэйви Фитцджеральд           | Сиксмайлбридж        | 2012          | 2016         | 2013                 |                    | 2012 (Дивизион 2), 2016 (Дивизион 1) | 2013, 2015                           | 10-2-9                    |
| Джерри О’Коннор Донал Молони | Эйре Ог Инис Скарифф | 2017          | 2019         |                      |                    |                                      | 2019                                 | 7-1-7                     |
| Брайан Лохан                 | Вулф Тоунз Шаннон    | 2019          | н. в.        |                      |                    |                                      |                                      |                           |

#### Всеирландские финалы
| 1           | 3 ноября 1889    | Инчикор    | Дублин    | 1-6 — 5-1   | Джон Консайдин         |                          | Поражение |
| 2           | 18 октября 1914  | Кроук Парк | Лиишь     | 5-1 — 1-0   | Брайан Мини            |                          | Победа    |
| 3           | 4 сентября 1932  | Кроук Парк | Килкенни  | 2-3 — 3-3   | Джон Джо «Гогглз» Дойл |                          | Поражение |
| 4           | 3 сентября 1995  | Кроук Парк | Оффали    | 1-13 — 2-08 | Энтони Дэли            | Шейни Макмэхон           | Победа    |
| 5           | 14 сентября 1997 | Кроук Парк | Типперэри | 0-20 — 2-13 | Энтони Дэли            | Джеймси О’Коннора        | Победа    |
| 6           | 8 сентября 2002  | Кроук Парк | Килкенни  | 0-19 — 2-20 | Брайан Лохан           | Генри Шеффлин (Килкенни) | Поражение |
| 7           | 8 сентября 2013  | Кроук Парк | Корк      | 0-25 — 3-16 | Патрик Доннеллан       | Конор Райан              | Ничья     |
| Переигровка | 28 сентября 2013 | Кроук Парк | Корк      | 5-16 — 3-16 | Патрик Доннеллан       | Шейн О’Доннелл           | Победа    |

### Сборная до 21 года
Молодёжная сборная Клэра, составленная из игроков не старше 21 года, четырежды побеждала в чемпионате Манстера и четырежды во Всеирландском чемпионате.

#### Прорыв в 2009 году
До 2009 года Клэр 12 раз выходил в финалы чемпионата Манстера среди игроков не старше 21 года, однако все 12 раз проигрывал. В 2009 году в Эннисе им удалось победить Лимерик и выйти в финал против Уотерфорда, где была одержана победа со счётом 2-12 — 2-17. В полуфинале Всеирландского чемпионата клэрцам досталась сборная Голуэя, и по истечении 60 минут был ничейный счёт, поэтому потребовалось сыграть овертайм. В ходе встречи Джо Каннинг из Голуэя забил 4 гола в ворота и 7 над перекладиной, однако Клэр вырвал победу со счётом 5-15 — 3-23. В сентябре 2009 года состоялся первый Всеирландский финал среди команд до 21 года с участием сборной Клэра: на Кроук Парк им противостоял Килкенни. В упорной борьбе на последних минутах Кормак О’Донован принёс победу Клэру, поразив ворота над перекладиной, а ещё три очка по ходу матча принёс Джон Конлон. Дарах Хонан же получил приз «Прорыв года-2009» (англ. Bord Gáis Breakthrough Award 2009).

#### Три всеирландских титула подряд (2012—2014)
В 2012 году Клэр в полуфинале чемпионата Манстера U-21 нанёс поражение Уотерфорду и вышел в финал против Типперэри. Проигрывая в компенсированное время одно очко типперэрийцам, клэрцы нашли в себе силы вырвать победу: вышедший на замену Ниалл Артур забил победный гол в ворота Типперэри и принёс победу 1-16 — 1-14. В полуфинале Всеирландского чемпионата Клэр нанёс поражение Антриму, а в финале переиграл команду Килкенни со счётом 2-17 — 2-11. Через год Клэр защитил оба титула: в первом раунде чемпионата Манстера им был бит Уотерфорд 2-15 — 0-17, а в финале Клэр сошёлся снова с Типперэри, победив со счётом 1-17 — 2-10. Во всеирландском финале Клэр нанёс поражение Голуэю 1-16 — 0-7, а в финале разгромил Антрим 2-28 — 0-12. Третий титул был взят в 2014 году: в четвертьфинале первенства Манстера был пройден Лимерик 2-20 — 1-14, в полуфинале в овертайме снова сломлен Типперэри со счётом 5-19 — 1-25, а в шестом за семь лет финале Клэр разобрался с Корком, победив 1-28 — 1-13 и впервые в истории выиграв три титула чемпиона провинции подряд. В полуфинале Всеирландского чемпионата был разнесён Антрим со счётом 4-28 — 1-10, а в финале в Тёрлсе был побеждён Уэксфорд со счётом 2-20 — 3-11, что принесло третий подряд титул Всеирландских чемпионов Клэру.

#### Всеирландские финалы (до 21 года)
| Список матчей | Список матчей    | Список матчей      | Список матчей | Список матчей | Список матчей         | Список матчей | Список матчей |
| Номер         | Дата             | Место              | Противник     | Счёт          | Капитан сборной Клэра | Исход         |               |
| ------------- | ---------------- | ------------------ | ------------- | ------------- | --------------------- | ------------- | ------------- |
| 1             | 13 сентября 2009 | Кроук Парк, Дублин | Килкенни      | 0-15 — 0-14   | Киаран О’Дохерти      | Победа        |               |
| 2             | 15 сентября 2012 | Стадион Сэмпла     | Килкенни      | 2-17 — 2-11   | Конор Макграт         | Победа        |               |
| 3             | 14 сентября 2013 | Стадион Сэмпла     | Антрим        | 2-28 — 0-12   | Пол Фланаган          | Победа        |               |
| 4             | 13 сентября 2014 | Стадион Сэмпла     | Уэксфорд      | 2-20 — 3-11   | Тони Келли            | Победа        |               |

### Юниорская сборная
В активе юниорской сборной (до 17 лет) — четыре победы в чемпионатах Манстера и всего один выигранный Всеирландский чемпионат.

#### Выход на сцену (1981 и 1989)
В 1981 году Клэр выиграл первый юниорский чемпионат, обыграв Типперэри со счётом 3-13 — 3-11, но в следующий раз вышел в финал только в 1989 году, обыграв Лимерик со счётом 2-13 — 2-12. В том же 1989 году он вышел во Всеирландский финал, но проиграл Оффали со счётом 1-12 — 2-16.

#### Всеирландские чемпионы (1997)
В 1997 году Клэр первый и единственный раз выиграл Всеирландский чемпионат, причём в один год с основной командой, обыгравшей Типперэри в тот же день. Юниоры, проиграв в финале чемпионата Манстера Типперэри со счётом 2-13 — 1-13, отправились в четвертьфинал, где обыграли Антрим 0-13 — 1-4, затем в полуфинале обыграли Килкенни 0-13 — 1-7, а в финале Клэр взял верх над Голуэй 1-11 — 1-9.

#### Две победы подряд в Манстере (2010 и 2011)
В 2010 году Клэр начал выступление в чемпионате Манстера с поражения от Уотерфорда, однако вышел в полуфинал благодаря победам над Керри и Типперэри (0-17 — 1-13). В полуфинале Клэр вышел на Лимерик и обыграл его 1-17 — 2-12, а в финале взял у Уотерфорда реванш за поражение на групповом этапе 1-16 — 1-11. В полуфинале Всеирландского чемпионата клэрцами были побеждены дублинцы (0-20 — 2-13), но в финале они проиграли Килкенни со счётом 0-14 — 2-10. Через год Клэр взял второй титул чемпиона Манстера, победив в первом раунде Керри, затем пройдя Типперэри 3-13 — 1-13 в полуфинале и победив команду Уотерфорда 1-20 — 3-9 в финале. Юниоры стали первой сборной графства Клэр, защитившей титул чемпионов провинции. Во ввсеирландском полуфинале Клэр проиграл Голуэю в овертайме 1-18 — 1-23, а через год защитить снова титул им не дал в финале Типперэри, победивший со счётом 1-16 — 1-12.

#### Всеирландские финалы (до 17 лет)
| Список матчей | Список матчей    | Список матчей      | Список матчей | Список матчей | Список матчей         | Список матчей | Список матчей |
| Номер         | Дата             | Место              | Противник     | Счёт          | Капитан сборной Клэра | Исход         |               |
| ------------- | ---------------- | ------------------ | ------------- | ------------- | --------------------- | ------------- | ------------- |
| 1             | 3 сентября 1989  | Кроук Парк, Дублин | Оффали        | 1-12 — 2-16   | Пол Ли                | Поражение     |               |
| 2             | 14 сентября 1997 | Кроук Парк, Дублин | Голуэй        | 1-11 — 1-09   | Джон Реддан           | Победа        |               |
| 3             | 5 сентября 2010  | Кроук Парк, Дублин | Килкенни      | 0-14 — 2-10   | Пол Фланаган          | Поражение     |               |

### Достижения
Всеирландские чемпионаты:
- Всеирландские чемпионы[англ.]: 1914[англ.], 1975[англ.], 1997[англ.], 2013[англ.]
- Всеирландские чемпионы (до 21 года)[англ.]: 2009[англ.], 2012[англ.], 2013[англ.], 2014[англ.]
- Всеирландские чемпионы среди юниоров[англ.]: 1997
- Всеирландские чемпионы среди дублёров[англ.]: 1914, 1993
- Всеирландские чемпионы среди команд второго эшелона[англ.]: 2011

Турниры Манстера
- Чемпионы Манстера[англ.]: 1889, 1914, 1932, 1995, 1997, 1998
- Чемпионы Манстера (до 21 года)[англ.]: 2009, 2012, 2013, 2014[24]
- Чемпионы Манстера среди юниоров[англ.]: 1981, 1989, 2010, 2011
- Чемпионы Манстера среди дублёров[англ.]: 1914, 1949, 1993, 1995
- Чемпионы Манстера среди команд второго эшелона[англ.]: 2011[25], 2016[26]

Национальная лига хёрлинга:
- Чемпионы Национальной лиги[англ.]: 1946, 1977, 1978, 2016

Другие турниры
- Обладатели кубка Waterford Crystal[англ.]: 2009, 2013
- Чемпионы Манстерской лиги хёрлинга[англ.]: 2016, 2019
- Победители Нью-Йоркской классики[англ.]: 2017

Другие награды
- Команда года по версии RTÉ Sports[англ.]: 2013

### Известные игроки

#### Сборная звёзд ГАА
Ниже приведены 28 хёрлеров, попадавших в сборную звёзд ГАА.
| Члены символических сборных звёзд ГАА | |
| Попаданий в команду                   | Игроки |
| 4                                     | Брайан Лохан (1995, 1996, 1997, 2002); Джеймси О’Коннор (1995, 1997, 1998, 2001) |
| 3                                     | Дэйви Фитцджеральд (1995, 2002, 2005); Шейни Макмэхон (1995, 1997, 1998); Энтони Дэли (1994, 1995, 1998); Шеймус Дарак (1977, 1978, 1981) |
| 2                                     | Брендан Баглер (2012, 2013); Колин Линч (1997, 2002); Олли Бэйкер (1995, 1998); Лиам Дойл (1995, 1997); Джер О’Лафлин (1995, 1997); Джон Кэллинан (1979, 1981); Джон Макмэхон (1976, 1977); Джер Лахнейн (1974, 1977)                                                                              |
| 1                                     | Дэвид Макинерни (2013), Патрик Доннеллан (2013), Конор Райан (2013), Колм Гэлвин (2013), Тони Келли (2013), Конор Макграт (2013), Патрик Коллинс (2013), Тони Гриффин (2006), Ниалл Джиллиган (1999), Фрэнк Лохан (1999), Шон Стэк (1981), Колм Хонан (1978), Ноэл Кейси (1978), Мик Морони (1977) |

#### Хёрлеры года
| Хёрлеры года (HOTY)        |                                                                                   |
| Премия                     | Игроки                                                                            |
| Игрок года в сборной звёзд | Тони Келли (2013), Джеймси О’Коннор (1997), Брайан Лохан (1995)                   |
| Игрок года Texaco          | Тони Келли (2013), Джеймси О’Коннор (1997), Шейни Макмэхон (1995)                 |
| Игрок года (до 21)         | Колм Гэлвин (2014), Дэвид Макинерни (2013), Шейна Мори (2012), Дарах Хонан (2009) |
| Лучший молодой игрок       | Тони Келли (2013)                                                                 |

#### Сборная звёзд ГАА (до 21 года)
Ниже приведены 14 хёрлеров, попадавших в сборную звёзд ГАА из игроков не старше 21 года.
| Члены символических сборных звёзд ГАА (до 21 года) | |
| Попаданий в команду                                | Игроки |
| 2                                                  | Тони Келли (2013, 2014); Шейна Мори (2013, 2014); Колм Гэлвин (2013, 2014) |
| 1                                                  | Бобби Дагган (2015), Иан Гэлвин (2015), Конор Клири (2014), Джейми Шанахан (2014), Оуэн Энрайт (2014), Аарон Каннингем (2014), Дэвид Макинерни (2013), Патрик Коллинс (2013), Ронан Тафф (2013), Пол Фланаган (2013), Алан О’Нил (2013) |

#### Манстерские призы
Игрок года в Манстере (до 21 года)
- 2014: Шейна Мори[англ.]
- 2013: Колм Гэлвин[англ.]
- 2012: Тони Келли[англ.]
- 2009: Дарах Хонан[англ.]

Лучший юниор Манстера
- 2011: Тони Келли[англ.][27]
- 2010: Ниалл Артур[англ.]

### Текущий состав
- Менеджер[англ.]: Брайан Лохан[англ.][28]

Заявка на матч Всеирландского чемпионата 2019 против Корка (16 июня 2019)
| \| Номер \| Имя \| Позиция \| Клуб \| \| ----- \| ---------------------- \| --------------------- \| ------------------------ \| \| 1 \| Донал Туохи[англ.] \| Вратарь \| Крашин[англ.] \| \| 2 \| Патрик О’Коннор[англ.] \| Правый корнер-бэк \| Таббер \| \| 3 \| Дэвид Макинерни[англ.] \| Фулл-бэк \| Талла[англ.] \| \| 4 \| Дэвид Фитцджеральд \| Левый корнер-бэк \| Ина-Килнамона[англ.] \| \| 5 \| Кэтал Малоун \| Правый винг-бэк \| Сиксмайлбридж[англ.] \| \| 6 \| Джек Браун[англ.] \| Центр-бэк \| Бэллиа[англ.] \| \| 7 \| Конор Клири[англ.] \| Левый винг-бэк \| Килмэли[англ.] \| \| 8 \| Шейн Голден[англ.] \| Полузащитник \| Сиксмайлбридж[англ.] \| \| 9 \| Колм Гэлвин[англ.] \| Полузащитник \| Клонлара[англ.] \| \| 10 \| Питер Дагган[англ.] \| Правый винг-форвард \| Клуни-Куин[англ.] \| \| 11 \| Тони Келли[англ.] \| Центр-форвард \| Бэллиа[англ.] \| \| 12 \| Дермот Райан[англ.] \| Левый винг-форвард \| Кратло[англ.] \| \| 13 \| Шейн О’Доннелл[англ.] \| Правый корнер-форвард \| Эйре Ог Инис[англ.] \| \| 14 \| Джон Конлон[англ.] \| Фулл-форвард \| Клонлара[англ.] \| \| 15 \| Патрик Коллинс[англ.] \| Левый корнер-форвард \| Кратло[англ.] \| \| 16 \| Эндрю Фэхи[англ.] \| Вратарь \| Уайтгейт[англ.] \| \| 17 \| Джейсон Маккарти \| Запасной \| Ина-Килнамона[англ.] \| \| 18 \| Эйдан Маккарти \| Запасной \| Ина-Килнамона[англ.] \| \| 19 \| Гари Куни \| Запасной \| О’Каллахансмилс[англ.] \| \| 20 \| Кэтал Макинерни[англ.] \| Запасной \| Кратло[англ.] \| \| 21 \| Райан Тейлор \| Запасной \| Клуни-Куин[англ.] \| \| 22 \| Шейна Мори[англ.] \| Запасной \| Сиксмайлбридж[англ.] \| \| 23 \| Иан Гэлвин[англ.] \| Запасной \| Клонлара[англ.] \| \| 24 \| Арон Шанагер[англ.] \| Запасной \| Вулф Тоунз Шаннон[англ.] \| \| 25 \| Майки О’Нилл \| Запасной \| Килмэли[англ.] \| \| 26 \| Пол Фланаган[англ.] \| Запасной \| Бэллиа[англ.] \| |                    |                       |                   |
| Номер | Имя                | Позиция               | Клуб              |
| 1 | Донал Туохи        | Вратарь               | Крашин            |
| 2 | Патрик О’Коннор    | Правый корнер-бэк     | Таббер            |
| 3 | Дэвид Макинерни    | Фулл-бэк              | Талла             |
| 4 | Дэвид Фитцджеральд | Левый корнер-бэк      | Ина-Килнамона     |
| 5 | Кэтал Малоун       | Правый винг-бэк       | Сиксмайлбридж     |
| 6 | Джек Браун         | Центр-бэк             | Бэллиа            |
| 7 | Конор Клири        | Левый винг-бэк        | Килмэли           |
| 8 | Шейн Голден        | Полузащитник          | Сиксмайлбридж     |
| 9 | Колм Гэлвин        | Полузащитник          | Клонлара          |
| 10 | Питер Дагган       | Правый винг-форвард   | Клуни-Куин        |
| 11 | Тони Келли         | Центр-форвард         | Бэллиа            |
| 12 | Дермот Райан       | Левый винг-форвард    | Кратло            |
| 13 | Шейн О’Доннелл     | Правый корнер-форвард | Эйре Ог Инис      |
| 14 | Джон Конлон        | Фулл-форвард          | Клонлара          |
| 15 | Патрик Коллинс     | Левый корнер-форвард  | Кратло            |
| 16 | Эндрю Фэхи         | Вратарь               | Уайтгейт          |
| 17 | Джейсон Маккарти   | Запасной              | Ина-Килнамона     |
| 18 | Эйдан Маккарти     | Запасной              | Ина-Килнамона     |
| 19 | Гари Куни          | Запасной              | О’Каллахансмилс   |
| 20 | Кэтал Макинерни    | Запасной              | Кратло            |
| 21 | Райан Тейлор       | Запасной              | Клуни-Куин        |
| 22 | Шейна Мори         | Запасной              | Сиксмайлбридж     |
| 23 | Иан Гэлвин         | Запасной              | Клонлара          |
| 24 | Арон Шанагер       | Запасной              | Вулф Тоунз Шаннон |
| 25 | Майки О’Нилл       | Запасной              | Килмэли           |
| 26 | Пол Фланаган       | Запасной              | Бэллиа            |

## Камоги
В 1934 году в Клэре появились первые команды по камоги благодаря работе Мика Хеннесси, секретаря Клэрского совета ГАА и уроженца Клуни. Возрождение игры после долго перерыва произошло в 1958 году благодаря энтузиасткам: Пегги Нэйгл (Эннистимон) и Шейле Кэрролл (Лэхинч). В 2010—2015 годах в графстве действовал план развития камоги под девизом «Наша игра, наша страсть» (англ. Our Game, Our Passion); к 2015 году планировалось создать пять новых клубов по этому виду спорта.

### Достижения
- Всеирландские чемпионки среди дублёров[англ.]: 1974, 1981, 1986, 2008
- Всеирландские чемпионки среди команд второго эшелона[англ.]: 1993, 1995, 1999

## Гэльский футбол

### Краткая история сборной
В гэльском футболе Клэр завоевал два титула чемпиона Манстера и отметился одним выходом в финал Всеирландского чемпионата. Соревнуется во 2-м дивизионе Национальной футбольной лиги. Первый титул чемпионов Манстера был завоёван в 1917 году, когда клэрцы победили коркцев со счётом 5-4 — 0-1 (ранее в 1912 и 1915 годах Клэр терпел поражение от Керри, а в 1916 году от того же Корка). В полуфинале Всеирландского чемпионата Клэр одержал победу над Голуэем со счётом 2-1 — 0-5, однако в финале потерпел поражение от Уэксфорда со счётом 0-9 — 0-5 — для Уэксфорда это была третья подряд победа во Всеирландском чемпионате (ещё один титул он выиграл в 1918 году).
В 1992 году под руководством Джона Моуэна из Мейо команда вышла в финал, прошедший в Лимерике на «Гэлик Граундс» — противником была команда Керри. Клэр нанёс поражение команде Керри со счётом 2-10 — 0-12 благодаря голам в ворота керрийцев во втором тайме, забитых Колмом Клэнси и Мартином Дэли. До этого с 1936 года ни Керри, ни Корк не выигрывали чемпионат Манстера. На позиции чистого защитника играл Шеймус Клэнси, брат чистого нападающего Колма Клэнси, получивший в 1992 году место в символической сборной ГАА. В полуфинале Всеирландского чемпионата, однако, Клэр проиграл Дублину со счётом 2-12 — 3-14. Этот успех считается одним из редких успехов Клэра в гэльском футболе на уровне основных сборных графств.

#### Тренеры сборной по гэльскому футболу
Ниже приведён список тренеров сборной Клэра по гэльскому футболу, начиная с 1991 года.
| Имя                      | Клуб                               | Начало работы | Конец работы | Всеирландские победы | Манстерские победы | Кубок Томми Мёрфи | Побед в Лиге      | Кубок Макграта | Статистика встреч (В-Н-П) |
| ------------------------ | ---------------------------------- | ------------- | ------------ | -------------------- | ------------------ | ----------------- | ----------------- | -------------- | ------------------------- |
| Джон Моуэн               | Кроссмолина Дил Роверс             | 1991          | 1994         |                      | 1992               | 1991              | 1992 (Дивизион 2) | 1991, 1994     | 2-0-4                     |
| Джон О’Киф               | Остин Стэкс                        | 1995          | 1997         |                      |                    |                   | 1995 (Дивизион 2) | 1995, 1997     | 1-1-3                     |
| Томми Кёртин             | Сент-Бреканс (Лисдунварна)         | 1998          | 1999         |                      |                    |                   |                   |                | 0-0-2                     |
| Пэт Бегли                | Эннистимон                         | 2000          | 2001         |                      |                    |                   |                   | 2000           | 2-0-3                     |
| Джон Кеннеди             | Эсди                               | 2002          | 2004         |                      |                    | 2004              |                   | 2002, 2004     | 4-1-6                     |
| Дони Бакли Майкл Бреннан | Каслайленд Дезмондс Сент-Грелланс  | 2005          | 2006         |                      |                    |                   |                   |                | 3-0-5                     |
| Падди О’Ши               | Ан Гэлтахт                         | 2007          | 2007         |                      |                    |                   |                   |                | 1-0-2                     |
| Фрэнк Дохерти            | Калтра                             | 2008          | 2009         |                      |                    |                   |                   | 2008           | 1-0-4                     |
| Майкл Макдермотт         | Килмарри Ибрикейн                  | 2010          | 2012         |                      |                    |                   |                   |                | 1-0-6                     |
| Мик О’Дуайер             | Уотервилл (клуб по гэльским играм) | 2013          | 2013         |                      |                    |                   |                   |                | 0-0-2                     |
| Колм Коллинс             | Кратло                             | 2014          | н. в.        |                      |                    |                   | 2016 (Дивизион 3) | 2019           | 14-1-12                   |

#### Всеирландские финалы
| 1 | 9 декабря 1917 | Кроук Парк, Дублин | Уэксфорд | 0-5 — 0-9 | Поражение |

### Юниорская сборная
На уровне юниорских сборных графств Клэр выигрывал один титул всеирландского чемпиона и три титула чемпиона Манстера. Первый турнир команда выиграла в 1929 году, победив в финале чемпионата Манстера Уотерфорд, а в том же году в финале Всеирландского чемпионата победила Лонгфорд. Ещё два титула чемпиона Манстера Клэр выиграл в 1930  году (победа над Типперэри) и 1953 году (победа над Корком).

#### Всеирландские финалы (до 17 лет)
| 1 | 22 сентября 1929 | Кроук Парк, Дублин | Лонгфорд | 5-03 — 3-05 | Победа    |
| 2 | 27 сентября 1953 | Кроук Парк, Дублин | Мейо     | 1-06 — 2-11 | Поражение |

### Достижения
Всеирландские чемпионаты
- Всеирландские чемпионы Б[англ.]: 1991, 2004
- Всеирландские чемпионы среди юниоров[англ.]: 1929

Чемпионаты Манстера
- Чемпионы Манстера: 1917, 1992
- Чемпионы Манстера среди юниоров[англ.]: 1929, 1930, 1953
- Чемпионы Манстера среди дублёров[англ.]: 1925

Национальная футбольная лига
- Чемпионы 2-го дивизиона: 1992, 1995

Другие турниры
- Обладатели Кубка Макграта[англ.]: 13 раз (1982, 1983, 1984, 1986, 1990, 1991, 1994, 1995, 1997, 2000, 2002, 2008, 2019)
- Чемпионы Манстерской лиги[англ.]: 1933/1934

### Известные игроки
| Члены символических сборных звёзд ГАА |                      |
| Попаданий в команду                   | Игроки               |
| 1                                     | Шеймус Клэнси (1992) |

### Текущий состав
- Менеджер[англ.]: Колм Коллинс (Кратло[англ.])
- Тренеры: Эфи Фитцджеральд (Баллиландерс[англ.]), Джер Кин (Сент-Сенанс Килки)

Заявка на четвертьфинальный матч чемпионата Манстера 2017 против Лимерика (28 мая 2017)
| \| Номер \| Имя \| Позиция \| Клуб \| \| ----- \| --------------------- \| --------------------- \| ------------------------ \| \| 1 \| Джо Хэйес \| Вратарь \| Лиссикейзи \| \| 2 \| Дин Райан \| Правый корнер-бэк \| Эйре Ог Инис[англ.] \| \| 3 \| Кевин Хартнетт \| Фулл-бэк \| Милик \| \| 4 \| Мартин Макмэхон \| Левый корнер-бэк \| Килмарри Ибрикейн[англ.] \| \| 5 \| Пирс Лиллис \| Правый винг-бэк \| Кураклэр[англ.] \| \| 6 \| Гордон Келли \| Центр-бэк \| Милтаун-Малбей[англ.] \| \| 7 \| Джон Хэйес \| Левый винг-бэк \| Килраш Шемрокс[англ.] \| \| 8 \| Гари Бреннан[англ.] \| Полузащитник \| Клондегад[англ.] \| \| 9 \| Кэтал О’Коннор \| Полузащитник \| Кулмин[англ.] \| \| 10 \| Шейн Бреннан \| Правый винг-форвард \| Клондегад[англ.] \| \| 11 \| Шон Коллинс \| Центр-форвард \| Кратло[англ.] \| \| 12 \| Джейми Малоун \| Левый винг-форвард \| Корофин (Клэр)[англ.] \| \| 13 \| Килан Секстон \| Правый корнер-форвард \| Килмарри Ибрикейн[англ.] \| \| 14 \| Оуэн Клири \| Фулл-форвард \| Милтаун-Малбей[англ.] \| \| 15 \| Дэвид Табриди \| Левый корнер-форвард \| Дунбег[англ.] \| \| 16 \| Киллиан Рош \| Вратарь \| Кураклэр[англ.] \| \| 17 \| Шейн Макграт \| Запасной \| Томас Дэвис[англ.] \| \| 18 \| Патрик Коллинс[англ.] \| Запасной \| Кратло[англ.] \| \| 19 \| Энда Кафлан \| Запасной \| Килмарри Ибрикейн[англ.] \| \| 20 \| Шейн Хики \| Запасной \| Килмарри Ибрикейн[англ.] \| \| 21 \| Лиам Мархем \| Запасной \| Кратло[англ.] \| \| 22 \| Джек О’Ди \| Запасной \| Килфенора \| \| 23 \| Шон Малоун \| Запасной \| Милтаун-Малбей[англ.] \| \| 24 \| Даррен Нейгл \| Запасной \| Лисканнор \| \| 25 \| Джерад О’Брайан \| Запасной \| Милтаун-Малбей[англ.] \| \| 26 \| Киран Рассел \| Запасной \| Эйре Ог Инис[англ.] \| \| 69 \| Дэвид Иган \| Запасной \| Килмихил \| |                 |                       |                   |
| Номер | Имя             | Позиция               | Клуб              |
| 1 | Джо Хэйес       | Вратарь               | Лиссикейзи        |
| 2 | Дин Райан       | Правый корнер-бэк     | Эйре Ог Инис      |
| 3 | Кевин Хартнетт  | Фулл-бэк              | Милик             |
| 4 | Мартин Макмэхон | Левый корнер-бэк      | Килмарри Ибрикейн |
| 5 | Пирс Лиллис     | Правый винг-бэк       | Кураклэр          |
| 6 | Гордон Келли    | Центр-бэк             | Милтаун-Малбей    |
| 7 | Джон Хэйес      | Левый винг-бэк        | Килраш Шемрокс    |
| 8 | Гари Бреннан    | Полузащитник          | Клондегад         |
| 9 | Кэтал О’Коннор  | Полузащитник          | Кулмин            |
| 10 | Шейн Бреннан    | Правый винг-форвард   | Клондегад         |
| 11 | Шон Коллинс     | Центр-форвард         | Кратло            |
| 12 | Джейми Малоун   | Левый винг-форвард    | Корофин (Клэр)    |
| 13 | Килан Секстон   | Правый корнер-форвард | Килмарри Ибрикейн |
| 14 | Оуэн Клири      | Фулл-форвард          | Милтаун-Малбей    |
| 15 | Дэвид Табриди   | Левый корнер-форвард  | Дунбег            |
| 16 | Киллиан Рош     | Вратарь               | Кураклэр          |
| 17 | Шейн Макграт    | Запасной              | Томас Дэвис       |
| 18 | Патрик Коллинс  | Запасной              | Кратло            |
| 19 | Энда Кафлан     | Запасной              | Килмарри Ибрикейн |
| 20 | Шейн Хики       | Запасной              | Килмарри Ибрикейн |
| 21 | Лиам Мархем     | Запасной              | Кратло            |
| 22 | Джек О’Ди       | Запасной              | Килфенора         |
| 23 | Шон Малоун      | Запасной              | Милтаун-Малбей    |
| 24 | Даррен Нейгл    | Запасной              | Лисканнор         |
| 25 | Джерад О’Брайан | Запасной              | Милтаун-Малбей    |
| 26 | Киран Рассел    | Запасной              | Эйре Ог Инис      |
| 69 | Дэвид Иган      | Запасной              | Килмихил          |

## Женский гэльский футбол

### Достижения
Всеирландские чемпионаты
- Всеирландские чемпионки[англ.]: 1991, 1996
- Всеирландские чемпионки среди команд второго эшелона[англ.]: 1991, 1994, 2009
- Всеирландские чемпионки (до 18 лет)[англ.]: 1989, 1990
- Всеирландские чемпионки (до 16 лет)[англ.]: 1985, 1987, 1990, 1994

Чемпионаты Манстера
- Чемпионки Манстера[англ.]: 2001
- Чемпионки Манстера среди дублёрш: 1988, 1989, 1990, 1991, 1996, 2006

Национальная футбольная лига
- Чемпионки Национальной футбольной лиги[англ.]: 2001